# 장흥우체국
장흥우체국(長興郵遞局)은 과학기술정보통신부 우정사업본부 전남지방우정청 소속의 우편물 취급기관이다. 전라남도 장흥군 장흥읍 장흥로 15(건산리 715-8)에 있다.

## 연혁
- 1902년 8월 15일: 장흥우체국 개국
- 2001년 10월 13일: 장흥수문우편취급소 폐국[1]

## 관할 우체국
| 우체국명           | 사진 | 주소                                   | 비고                  |
| ------------------ | ---- | -------------------------------------- | --------------------- |
| 유치우체국         |      | 전라남도 장흥군 유치면 유치로 40       |                       |
| 장평우체국         |      | 전라남도 장흥군 장평면 장평중앙길 37   |                       |
| 장흥관산우체국     |      | 전라남도 장흥군 관산읍 관산로 86       |                       |
| 장흥대덕우체국     |      | 전라남도 장흥군 대덕읍 대대로 939      |                       |
| 장흥부산우체국     |      | 전라남도 장흥군 부산면 부유로 32       |                       |
| 장흥수문우편취급소 |      | 전라남도 장흥군 안양면 수문리 208      | 2001년 10월 13일 폐국 |
| 장흥안양우체국     |      | 전라남도 장흥군 안양면 남부관광로 741  |                       |
| 장흥용산우체국     |      | 전라남도 장흥군 용산면 용안로 3        |                       |
| 장흥장동우체국     |      | 전라남도 장흥군 장동면 흥성로 1551     |                       |
| 회진우체국         |      | 전라남도 장흥군 회진면 가학회진로 1605 |                       |